# غلام أباد (زرين دشت)
غلام أباد (بالفارسية: غلام‌آباد) هي قرية تقع في إيران في قسم زرين دشت الريفي. يقدر عدد سكانها بـ 165 نسمة .